# Enterprise Multi Medikai Alkalmazás
Az Enterprise Multi Medikai Alkalmazást (EMMA) a hazai egészségügyi rendszer sajátosságait figyelembe véve fejlesztették ki a szakemberek. Az EMMA célja az volt, hogy klinikusi folyamat- és döntéstámogatási szolgáltatásaival, előremutató technológiai megoldásával új távlatokat nyisson az egészségügyi informatikában. Az integrált szoftverrendszer speciálisan a fekvő- és járóbeteg-ellátó intézmények, háziorvosok és a gyógyításban részt vevő egyéb egészségügyi szervezetek számára készült. 
Az EMMA a gyógyító tevékenység teljes vertikumát lefedi, és megoldást jelent a páciensek adatainak dinamikus, rugalmas és egységes tárolására – akár a felhőalapú informatikai rendszerekben is. A háromrétegű technológia alkalmazásának köszönhetően gyorsabbá és kényelmesebbé válik a gyógyítás folyamata mind az egészségügyi dolgozók, mind a páciensek számára.
A rendszer kezeli a diagnózis-, a beavatkozás adatait, az onkológiai adatokat, a műtéti események (ambuláns-, osztályos- és az egynapos
ellátás keretében nyújtott) operatőri és aneszteziológiai adatait is. A differenciáldiagnózis felállítását, a döntéstámogatást erősíti, hogy a diagnózisokhoz szakmai leírásokat, kutatási eredményeket, képeket, ábrákat, irodalomjegyzéket lehet párosítani. Ezzel a szakdolgozói képzés, az önképzés is teret nyerhet a napi rendszerhasználatban.
Az elektronikus dokumentáció alkalmazásával lehetővé válik az ápolási tevékenységek tervezése, regisztrálása, a decursus vezetése, a zárójelentés és ambulánslap készítése. A dokumentumkezelés a szakellátással kapcsolatos adatok jogosultsághoz kötött, verziózott nyilvántartását biztosítja.
Az EMMA Elektronikus Páciens Regisztere (EPR) tartalmazza a páciens személyi adatait, az ellátási eseményeket orvosi és teljesítményinformációkkal együtt, időrendben. A klinikusi rendszer része az "Orvosi kalkulátor" funkció is, amely a scorerendszerek és kalkulátorok használatát biztosítja. A funkció támogatja az ellátó szakembert a páciens pillanatnyi állapotának felmérésében, a prognózis felállításában. A kalkulátorok aktuális értékei a páciens klinikusi adataihoz csatolhatóak, visszakereshetőek.

## Az EMMA alrendszerei
1. Ambulancia alrendszer: A járóbeteg szakellátást biztosító intézmények számára készült alrendszer, mely támogatja a gondozói munkát, továbbá lehetővé teszi a fizetős és a társadalombiztosítás által finanszírozott ellátás teljes körű adminisztrációját.
2. Diagnosztika alrendszer: A klinikusi munkát támogatja.
3. Hospitalizáció alrendszer: A fekvőbeteg szakellátást biztosító, kórházi intézmények számára készült alrendszer.
4. Foglalkozás-egészségügyi alrendszer: Tartalmazza az üzemorvosi alapszolgáltatások, az alkalmassági vizsgálatok, illetve a szűrővizsgálatok funkcióit.

## Az EMMA főbb funkciócsoportjai
- Központi betegfelvétel és páciensirányítás
- Előjegyzés
- Gondozói ellátás
- Az ápolás adatai
- Orvos szakmai folyamatokat követő szövegszerkesztő
- A keresőképtelenség adatkörének kezelése
- Triage (a páciensek állapotfelmérés alapján történő, prioritás alapú csoportba sorolását biztosítja)
- A szakmai protokollok kezelése
- Műtéti események adatrögzítése
- Vizsgálatkérés és leletfogadás
- A szülés, születés adatainak regisztrációja
- Fogászati (szájsebészeti) szakellátás
- Minősített vényíró
- Teljesítményadatok
- Fizetős szolgáltatás adatregisztrációja a medikai rendszerben